# Macrochilo
Macrochilo is een geslacht van nachtvlinders uit de familie spinneruilen (Erebidae).

## Soorten
- M. absorptalis Walker, 1859
- M. bivittata Grote, 1877
- M. cribrumalis

Stippelsnuituil (Hübner, 1793)
- M. iteinalis Viette, 1956
- M. litophora Grote, 1873
- M. louisiana Forbes, 1922
- M. morbidalis Guenée, 1854
- M. orciferalis Walker, 1859
- M. oxymoralis Viette, 1956
- M. petrealis Grote, 1880